# Martin Eden
Martin Eden – powieść psychologiczna amerykańskiego pisarza Jacka Londona z 1909. Zawiera wiele wątków autobiograficznych. Po raz pierwszy wydana w Polsce w 1923 przez Towarzystwo Wydawnicze „Ignis” w tłumaczeniu Stanisławy Kuszelewskiej. Powieść była potem wielokrotnie wznawiana w tłumaczeniach: Józefa Mondscheina, Zygmunta Glinki, Tomasza Tesznara i Macieja Zombierta.

## Treść
Główny bohater, Martin Eden, jest młodym marynarzem. Mieszka z siostrą i jej mężem, który nie bardzo go lubi. Przypadkiem na ulicy w Oakland ratuje przed rabusiami Artura Morse’a, syna prawnika, i zostaje zaproszony na obiad do domu ludzi z „wyższych sfer”. Tam poznaje siostrę Artura, Ruth, w której zakochuje się bez pamięci. Postanawia dorównać jej i zdobyć wykształcenie. Ponieważ nie stać go na studia, uczy się na własną rękę.
Żeby zarobić na książki i jedzenie, Martin wypływa w morze, a później zatrudnia się w hotelowej pralni. Po zdobyciu pewnej sumy pieniędzy zaczyna doskonalić warsztat literacki. Opisuje swoje morskie przygody i wysyła do redakcji w całym kraju. Mijają miesiące, ale nikt nie chce wydrukować jego artykułów i opowiadań. Zostaje porzucony przez narzeczoną, a swój dobytek musi zastawić w lombardzie. Gdy choruje z wycieńczenia i głodu, otrzymuje wreszcie list i czek za pierwszy artykuł. Jego kariera błyskawicznie rusza z miejsca.
Wkrótce Martin zostaje słynnym pisarzem i wszyscy, którzy nim gardzili, chcą teraz się z nim spotykać. Sława i powodzenie nie przynoszą jednak Martinowi satysfakcji. Uświadamia sobie, że nie potrafi już cieszyć się sympatią swoich dawnych przyjaciół z klas niższych, a w ludziach z klas wyższych mierzi go kołtuneria, hipokryzja i zachłanność. Odrzuca Ruth, która pragnie zostać jego żoną. Wypływa w rejs na Tahiti, na statku podejmuje jednak decyzję o rozstaniu się ze światem. Nocą wyskakuje przez iluminator kabiny i nurkuje w morzu, na tyle głęboko, aby nie móc wypłynąć. Po pierwszej nieudanej próbie przełamuje instynkt samozachowawczy i tonie.